# SpangaS in actie
SpangaS in actie is een Nederlandse film uit 2015, geregisseerd door Jop de Vries. De film is afgeleid van de jeugdserie SpangaS en is het vervolg op de film SpangaS op Survival.

## Verhaal
Om een dreigende sluiting van het Spangalis College te voorkomen, besluiten de leerlingen het schoolgebouw te bezetten. Dit verloopt evenwel niet volgens plan. Tijdens de bezetting komen verschillende vriendschappen onder druk te staan en ontstaat er onenigheid tussen zij die radicaal willen actievoeren en zij die het op een rustigere manier willen aanpakken.

## Rolverdeling
| Acteur              | Personage            | Opmerkingen                        |
| ------------------- | -------------------- | ---------------------------------- |
| Ricardo Blei        | Abel Brandt          | zat in serie, 2009-2016            |
| Lennart Timmerman   | Raaf de Ridder       | zat in serie, 2012-2015, 2017-2018 |
| Hassan Slaby        | Eman Loukili         | zat in serie, 2010-2017, 2018      |
| Guillermo Hilversum | Tinco Benoit         | zat in serie, 2011-2016            |
| Dilara Horuz        | Meral Daldal         | zat in serie, 2012-2015            |
| Djamila Abdalla     | Bodil de La Aize     | zat in serie, 2013-2016            |
| Priscilla Knetemann | Charley Bogaarts     | zat in serie, 2009-2015            |
| Stijn Fransen       | Renée Krul           | zat in serie, 2013-2016            |
| Timo Wils           | Lef Evers            | zat in serie, 2014-2018            |
| Vajèn van den Bosch | Juliëtte Vrolijks #1 | zat in serie, 2014-2015            |
| Steef Hupkes        | Jochem Damstra       | zit in serie, 2007-2022            |
| Judy Doorman        | Miss Madge           | zat in serie, 2008-2020, 2022      |
| Pepijn Schoneveld   | Frits van Veen       | zat in serie, 2014-2015            |